# Fellbacher Weingärtner
Die Fellbacher Weingärtner eG wurde 1858 gegründet und ist die zweitälteste Winzergenossenschaft im Weinbaugebiet Württemberg. Ihre 274 Mitglieder bewirtschaften 184 ha der Rebfläche der Weinbaugemeinde Fellbach.
Die Geschäftsführer sind Florian Gruner (Verwaltung), Albrecht Schurr (Vertrieb) und Thomas Zerweck (Kellermeister).

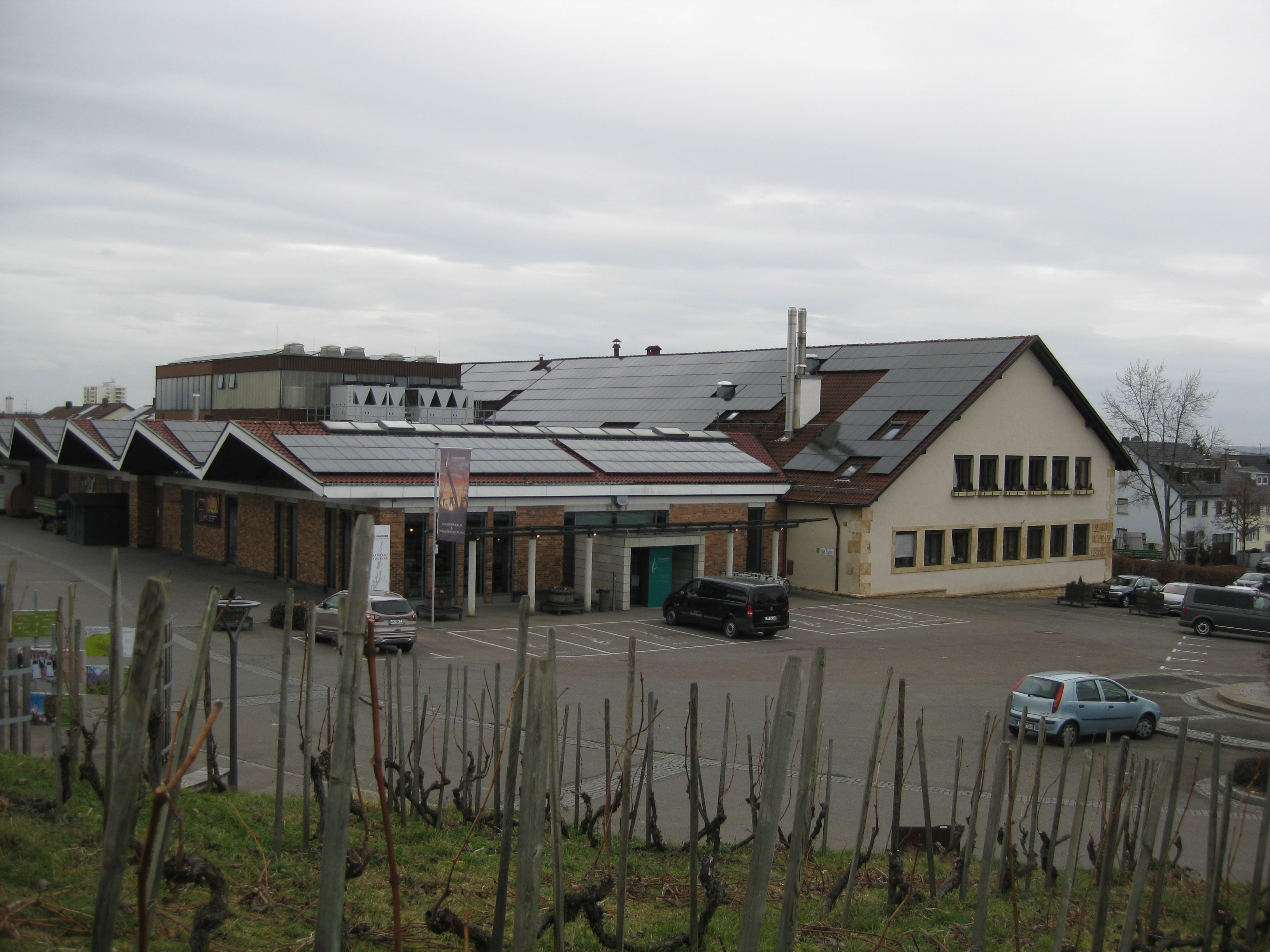
„Neue Kelter“

## Geschichte
Der Weinbau in Fellbach wurde urkundlich erstmals im Jahr 1245 erwähnt. Anfangs wurden die Reben im flachen Gelände, in sogenannten Weingärten, angebaut. Hieraus leitet sich die Bezeichnung Weingärtner für die Weinbauern in Württemberg ab. Die Erschließung der Hänge erfolgte später um das flache Gelände landwirtschaftlich nutzen zu können.
Aufgrund von Missernten konnten die Weinbauern Mitte des 19. Jahrhunderts kaum noch überleben. In Fellbach gab es damals etwa 500 Weinbauern die in kleinstbäuerlichen Betrieben Weinbau und Landwirtschaft betrieben. Pro Betrieb wurde durchschnittlich 0,52 ha Rebfläche und 1,52 ha Ackerfläche genutzt. Pro Hektar wurde ein durchschnittlicher Ertrag von 22 hl erzielt. Jeder Weinbauer kelterte seine Reben für sich, zwischen weißen und roten Trauben wurde nicht unterschieden. Der so entstandene Schillerwein wurde in der Regel direkt „unter der Kelter“ verkauft, da die Weinbauern keine Fässer zu Lagerung besaßen.

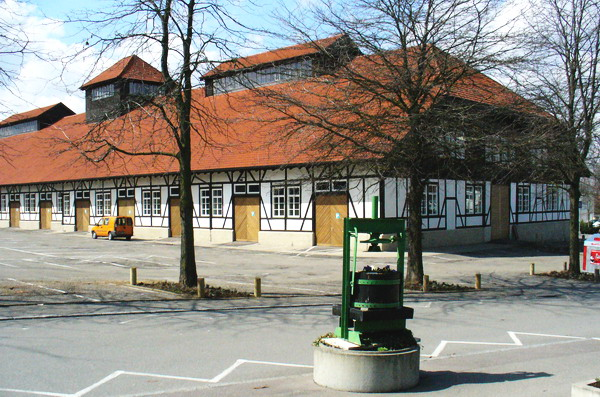
Fachwerkbau „Alte Kelter“

Angeregt durch die „Gesellschaft für Weinverbesserung“ in Stuttgart und der Weingärtnergenossenschaft Neckarsulm-Gundelsheim gründete Wilhelm Amandus Auberlen 1858 die Weingärtnergesellschaft Fellbach. Gemeinsames Ziel der 50 Mitglieder war die Steigerung der Qualität. Hierzu wurden die Reben in Rot und Weiß sowie nach Bergwein, Mittelgewächs und Niedergewächs klassifiziert. Die Weine der Weingärtnergesellschaft konnten 20 % teurer als der Marktdurchschnitt verkauft werden.
Am 5. September 1938 ging die Weingärtnergesellschaft in der neu gegründeten Weingärtnergenossenschaft Fellbach auf. In der Weingärtnergenossenschaft wurden alle 314 Weinbauern in Fellbach zusammengefasst. Die Genossenschaft baute eine 1940 fertiggestellte Kelter mit Kellerei um den Wein eigenständig auszubauen und in Flaschen zu verkaufen. Sie führte in Fellbach die Lese nach Rebsorten ein.
Am 2. Juni 2000 vernichtete ein Hagelschlag mit tennisballgroßen Hagelkörnern nahezu die gesamte Ernte.
2001 wurde die Weingärtnergenossenschaft Fellbach aus Marketingaspekten in Fellbacher Weingärtner eG umbenannt.

## Anbaugebiet

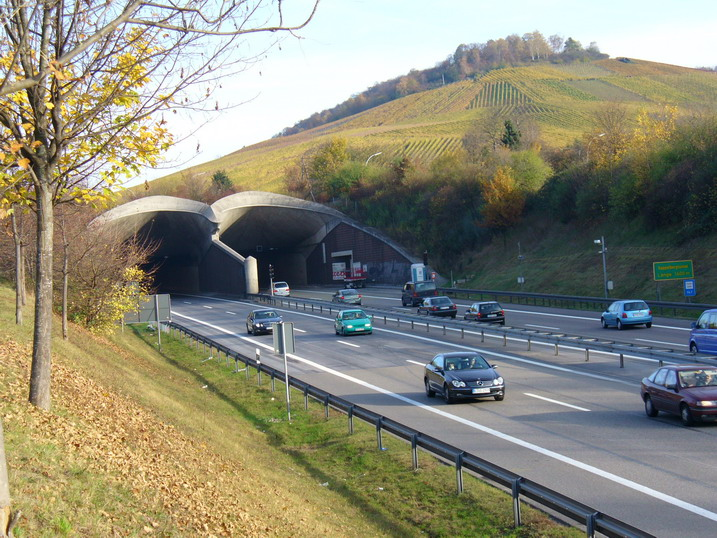
Der Kappelberg

Die Anbauflächen der Weingärtner befinden sich im Gebiet des Kappelbergs zwischen 310 und 430 Höhenmetern. Aus geologische Sicht findet sich dort hauptsächlich Keuper, der mit zunehmender Höhe durch Schilfsandstein, Mergel und Sandstein aufgelockert wird. In den letzten 20 Jahren wurde eine Durchschnittstemperatur von 10,5 Grad Celsius erreicht. Die durchschnittliche Niederschlagsmenge beträgt 700 l/m².
Das Kappelberggebiet teilt sich in die Lagen Lämmler und Goldberg auf. Der Lämmler wird zu den Spitzenlagen des Weinbaus in Deutschland gezählt. Die Lage befindet sich in geschützter Südhanglage am Fuß des Kappelbergs und weist eine Steigung von 35 % auf. Der Name geht wahrscheinlich auf die ehemaligen Besitzern, die Familie Lämmle, zurück. Durch Luftströmungen wird die Lage tagsüber erwärmt und nachts abgekühlt. Dies führt zu einem intensiven Fruchtaroma.
Im Jahr 2003 betrug der Anbau der Rotweinsorten: Trollinger 81 ha, Schwarzriesling 14 ha, Spätburgunder 6 ha (davon Klon Mariafeld 4 ha), Dornfelder 5 ha, Lemberger 5 ha, Portugieser 2 ha.
Bei den Weißweinsorten wurde Riesling auf 31 ha, Müller-Thurgau auf 12 ha und Kerner auf 7 ha angebaut.